# 小宮健五
小宮 健五（こみや けんご、1949年2月26日 - ）は日本の俳優、歌手。旧芸名は小宮守、小宮 健吾。

## 来歴・人物
東京都出身。身長177cm、血液型はA型。
日本体育大学荏原高等学校卒業後、劇団青俳に4年在籍。後に坂本長利、椎谷建治らと劇団椿を設立。しかし劇団椿では脚本難で作品が集まらずほとんど公演が行えなかったため、その間は劇団四季の公演に参加、『ジーザス・クライスト・スーパースター』『アプローズ』『グリース』『屋根の上のバイオリン弾き』などの舞台に出演。この他、東宝系のミュージカルにもしばしば出演していた。
1982年のテレビドラマ『女かじき特急便』（日本テレビ）のオーディションにて、約250人の中から選出されて初レギュラー出演を果たす。
女優の倍賞千恵子は元妻。貴山ゆうみは、現在の妻(3年B組金八先生・東條絹子 役)。

## 出演

### テレビドラマ
- 必殺からくり人 第9話「食えなければ江戸へどうぞ」（1976年、ANB / 松竹） - 弥助
- 新・必殺仕置人 第24話「誘拐無用」（1977年、ANB / 松竹） - 喜三次
- 大都会 PARTIII（NTV）
  - 第10話「狙われた部長刑事」（1978年） - 日高 役
  - 第36話「密告屋」（1979年） - 戸部 役
- 西部警察（ANB）
  - 西部警察
    - 第3話「白昼の誘拐」（1979年） - 結城 役
    - 第32話「俺の愛した小さな奴」（1980年） - 志村弘三 役
    - 第83話「西から来た刑事」（1981年） - 平井 役

  - 西部警察 PART-II
    - 第25話「走る爆破指令室－マシン・RS－」（1982年） - 石丸松美 役
    - 第40話「ペガサスの牙」（1983年） - ペガサス金融・梶原専務 役

  - 西部警察 PART-III 第35話「灼熱の拳銃」（1984年） - 香川猛 役
- 非情のライセンス 第3シリーズ第19話「兇悪の声紋・カーフェリー爆破三秒前!」（1980年、ANB）
- 女かじき特急便（NTV） - クマさん（田中熊次郎）役[3]
- 大江戸捜査網 第625話「兇悪軍団怒る! 偶然の恐怖」（1983年、テレビ東京 / 三船プロ） - 佐倉 役
- 土曜ワイド劇場 あずさ3号殺人事件 （1983年6月25日、ANB） - 刑事 役 (小宮健吾 名義）
- 長七郎江戸日記・第1シリーズ　第21話「母恋草」（1984年、NTV） - 市造 役
- 誇りの報酬 第6話「俺たち横浜定期便」（1985年、NTV / 東宝） - 横浜港東署・牧田刑事
- 一休さん・喝! 第3話「スター誕生・一休の応援大作戦」（1986年、テレビ東京 / ジェイミック）
- なんて素敵にジャパネスク（1986年、NTV）
- 想い出にかわるまで（1990年、TBS）
- 特警ウインスペクター第42話「裏切りの捜査官」（1990年）影沢一郎役
- ADブギ（1991年、TBS）
- ホームワーク（1992年、TBS）
- 高校教師（1993年、TBS）
- 松本清張特別企画・証明（1994年、TBS）
- 火曜サスペンス劇場（NTV）
  - 「刑事・鬼貫八郎4・ゆすり」（1994年）
  - 「警部補 佃次郎1・幻の男」（1996年） - 重光透 役
  - 「犯罪心理分析官3・無差別に放火する犯人の心に迫れないプロファイルの限界」（1997年）
  - 「警部補 佃次郎17・妻の立場」（2003年） - 石川医師 役
- キッズ・ウォー5〜ざけんなよ〜北村園長 役（2003年、CBC）
- 相棒 Season 9 第15話「もがり笛」（2011年2月16日、テレビ朝日 / 東映） - 市倉康弘 役
- 鬼平犯科帳スペシャル 一寸の虫（2011年4月15日、フジテレビ） - 助蔵 役

### 映画
- 夏の別れ（1981年） - 青木 役
- バロー・ギャングBC（1985年） - 吉岡勉 役
- ミンボーの女（1992年） - 警察官 役

### 舞台
- ユーリン・タウン
- 名古屋大安吉日物語
- 美空ひばり物語
- 越路吹雪物語
- 3年B組金八先生-夏休みの宿題-